# Грдличка, Либор
Либор Грдличка (словац. Libor Hrdlička, 2 января 1986, Братислава, Чехословакия) — словацкий футболист, вратарь.

## Биография
Воспитанник братиславского «Интер (Братислава)». На профессиональном уровне начал играть в 2005 году в этой же команде.
Летом 2005 года перешёл в чешское «Брно», где находился до конца 2009 года, однако основным голкипером так и не стал.
В начале 2010 года вернулся на родину, подписав контракт с «Ружомбероком», в составе которого был основным голкипером до 2013 года.
В марте 2013 года перешёл в запорожский «Металлург». В Премьер-лиге дебютировал 15 марта 2013 года в домашнем матче против львовских «Карпат» (0:1), после чего стал основным голкипером команды.
В начале 2015 года Либор перешёл в тбилисское «Динамо».